# رايباك
 رايان ألين ريفيس  (بالإنجليزية: Ryback) مصارع محترف أمريكي سابق كان يعمل في أتحاد دبليو دبليو إي تحت اسم رايباك، وكان يصارع سابقا في ان اكس تي سنة 2010 تحت اسم سكيب شيفيلد، وقد كانت لديه العديد من المنافسات على بطولة الدبليو دبليو أي ضد جون سينا وسي ام بانك.

## بداية حياته
ولد ونشأ في نيفادا بدأ ريفز مشاهدة المصارعة الحرة في سن الخامسة وسمح له دق الجرس في الحدث الرئيسي في دبليو دبليو اف اراد أن يصبح مصارع محترف
بدأ ريفز رفع الأثقال في سن 12 عاما. كان يلقب ب «سيلفرباك» عندما كان مراهقا، بعد اصدقاء الطفولة يسخرون انه يشبه الغوريلا سيلفرباك واعتمد في وقت لاحق على أنها جزء من اسمه في الحلبة
برع ريفز في البيسبول وكرة القدم بينما كان يحضر مدرسة ثانوية الغربية وبالو فيردي مدرسة ثانوية كما لعب في دوري البيسبول للكليات خلال سنته الأولى في كلية المجتمع في ولاية نيفادا الجنوبية ولكن كسرت ساقه، وانتهى الأمر في عداد المفقودين موسمين

## بداية المصارعة (2001 - 2008)
دخل ريفز عالم المصارعة في عمر 25 عام في عام 2001 وكان قليل المشاركة في السيناريوهات وكان غير مشهور حتى عام 2008 ووقع مع شركة الدبليو دبليو أي في 28 ديسمبر 2008 .

## بداية الشهرة (2009 - 2010)

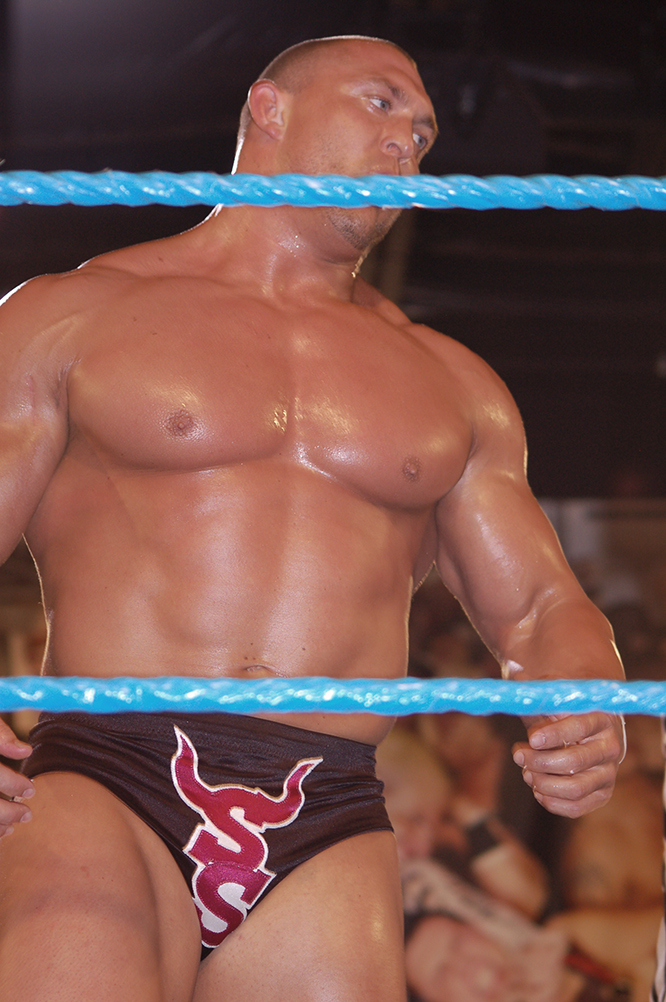
سكيب شيفيلد في فلوريدا شابيون شيب ريسلنغ.

انشهر ريفز في عام 2009 بمشاركاته الكثيرة في السيناريوهات والانتصارات الكثيرة حتى عام 2010 عند مشاركته في فريق نيكسس.

## مسيرته في الدبليو دبليو إي

### رايباك وفريق نيكسس (2010 - 2012)
في 16 فبراير، 2010 خلال الحلقة الأخيرة من ECW أعلن شيفيلد باعتباره من 1 من 8 مصارعين FCW ودعا "rookies" للمشاركة في الموسم الأول من عرض NXT الجديد تم استبداله في الوقت اللاحق من قبل ويليام ريجال
جاء شيفيلد في لأول مرة له في حلبة ان اكس تي في الحلقة الثانية ' في 27 أبريل فاز شيفيلد بأول فوزة في ان اكس تي على دانيال براين ومع ذلك، تم القضاء على شيفيلد من قبل الايجابيات " في مايو 11 على الرغم من الفوز في وقت سابق على دارين يونج
في أول انتخابات ان اكس تي كان واحد ثلاثة التصفيات في تلك الليلة نفسها

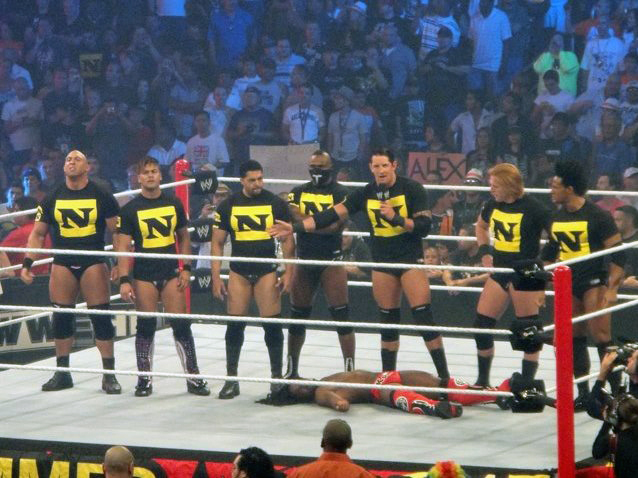
فريق نيكسيس

في 7 june حلقة راو تعاون شيفيلد و the rookies على التدخل في مباراة الحدث الرئيسي بين جون سينا وسي ام بانك يعتدون على كل المنافسين
14 june حلقة راو قامو the rookies بالاعتداء على رئيس راو السابق بريت هارت
بعد اسبوع انشئ مجموعة اسمها نيكسس وهي لل rookies يريدون أن يذهبو إلى راو أو سمامكدون ولا يريدون أن اكس تي
اقيمت مباراة ستة ضد واحد الذين هم ويد باريت دارين يونج وسكيب شيفيلد ودافيد اوتانغا وجستن جابريل وهيلث ستيلر ضد جون سينا فازو نكسس
بعدها ويد باريت أمر جون سينا يطرد أو ينضم نيكسس بعد الاهانات لجون سينا اقيمت مباراة ويد باريت ضد راندي اورتن والحكم جون سينا إذا فاز راندي اورتن ينطرد جون سينا واذا فاز ويد باريتيبقى جون سينا خسر ويد باريت بعد المباراة بدقائق جون سينا نفذ AA على باريت بعدها STFU ليغمى على ويد باريت بعد الطرد رجع جون سينا ونفذ فريق لمواجهة نيكسس في سمر سلام 2012 وكان الفريق جون موريسون وار تروث وكالي وايدج وكريس جيركو وبريت ذا هيتمان هارت وجون سينا لكن كانت هناك عداوة بين ايدج وكريس جيركو وجون سينا فمحتمل ان فريق جون سينا يخسر قريت كالي اصاب فحل مكانة دانيال براين وفاز فريق جون سينا رغم ايدج وكريس جيركو ضربو جون سينا وذا ميز ضرب دانيال براين ب حقيبة ماني إن ذا بانك
بعد المباراة بشهرين أو ثلاث شهور أو اربع قبل عرض تي ال سي ب خمس أيام أو اسبعوع انفصلو كل أعضاء نيكسس وويد باريت لوحدة وجاء تي ال سي وولا أحد من أعضاء نيكسس يصغي لويد باريت حيث ويد باريت صارع جون سينا لوحدة مباراة كراسي وطاولات وسلالم بدون مساعدة من نيكسس ! وخسر ويد باريت وأصبح نيكسس ليس موجود الا سي ام بانك انشئ نيكسس جديد بعد نيكسس ويد باريت.

### العودة والمنافسة على البطولات (2012 - 2013)
عاد ريفيس في 6 أبريل 2012 عرض سماكدون بزي جديد وتحت اسم رايباك، وفاز على مصارع مبتدئ وكان ينافس جميع المصارعين المبتدئين وبعدها بدأ يواجه مصارعين أمثال هيث سلايتر وديريك باكمان، وفي عرض القواعد المتطرفة 2012 تمكن من الفوز على مصارعين اثنين في أقل من دقيقتين، وفي عرض أفور ذاليمت فاز ريباك على كامتشو، وفي عرض سماك داون بيوم 3 يوليو تمكن من الفوز على كورت هوكينز وأستمرت سلسلة أنتصاراته، وبعدها فاز على تايلر ريكس ومن ثم على هوكينز وريكس معا في عرض ماني إن ذا بانك، ومرة أخرى في عرض راو، وفي يوم 27 يوليو في عرض سماك داون دخل رايباك في عدأ مع جيندر ماهال حيث فاز رايباك بالأقصاء وفي يوم 24 أغسطس تمكن رايباك من الفوز على ماهال وكذلك 3 سبتمبر في عرض راو 

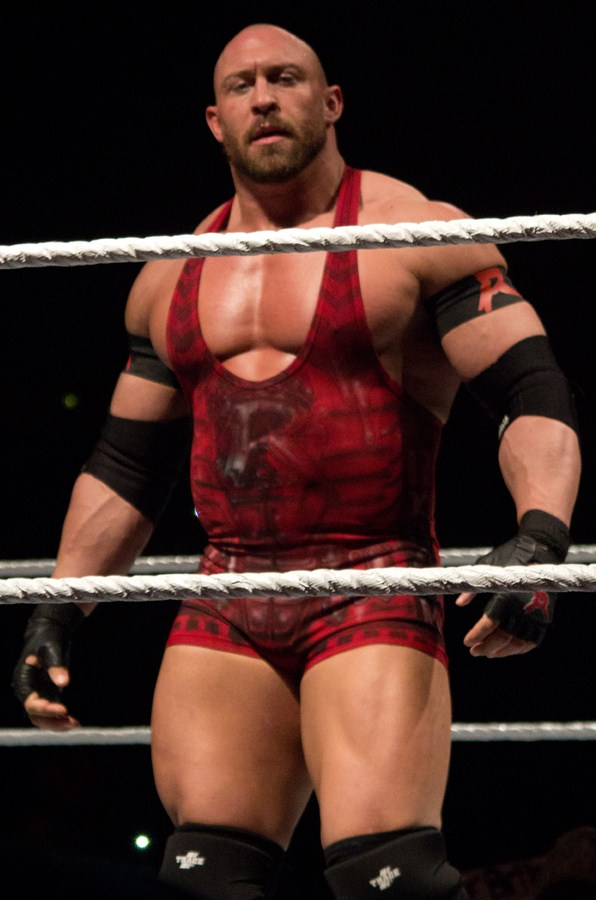
رايباك في يناير 2013

و في يوم 24 سبتمبر تمكن رايباك من الفوز على بطل القارات ذا ميز، وفي نهاية العرض قام رايباك بمقاطعة سي أم بانك، وفي حلقتي راو التي تليها قاطع رايباك بانك مرة أخرى، وبعدها قام فينس مكمان يتحديد مباراة في عرض هيل أن اسيل بين رايباك وسي أم بونك على بطولة الدبليو دبليو إي داخل قفص مغلق، وتمكن بانك م الفوز بعد أن قام حكم المباراة (براد مادوكس) بمهاجمة رايباك، لكن بعد المباراة هاجم رايباك بانك ومادوكس وأحتفل فوق القفص حتى نهاية العرض، وبعدها تم إعلان مباراة ثلاثية على بطولة الدبليو دبليو إي في سرفايفر سريز 2012 بين رايباك وجون سينا وسي أم بونك وقد أوشك رايباك على تثبيت سينا لكنه تعرض للهجوم من قبل دين امبروز وسيث رولينز ورومان رينز وقاموا برميه على طاولة التعليق، وفي يوم 13 نوفمبر في عرض راو أقيمت مباراة بين رايباك وبراد مادوكس وحطمه رايباك وقام برميه في سيارة إسعاف، وفي عرض تي أل سي 2012 أجريت مباراة عنيفة بين فريق رايباك، كين ودانيال براين ضد فريق الدرع وتمكن فريق الدرع من الفوز، وفي عرض سلامي لتوزيع الجوائز حاز رايباك على ثلاث جوائز، وفي يوم 7 يناير 2013 أقيمت مباراة بين رايباك وسي أم بونك في مباراة من نوع طاولات وسلالم وكراسي وتمكن بانك من الفوز بعد أن قام فريق الدرع برمي رايباك على درج الحلبة الحديدي 

و في يوم 27 يناير 2013 في مباراة رويل رمبل رايباك كان آخر شخص يدخل المباراة وأقصي من قبل جون سينا ليفوز سينا بالمبارة، وأكمل رايباك عدائه مع فريق الدرع عندما أتحد مع جون سينا وشيمس، وقاموا بمواجهتم بمبارة ثلاثة ضد ثلاثة وفاز فريق الدرع عندما قام رولينز بتثبيت رايباك، وفي عرض الراو اليلة إلتي تليها قام رايباك وشيمس مع كريس جيريكو بمواجهة فريق الدرع لكنهم خسروا، وبعدها دخل رايباك في عدأ مع مارك هنري وقاموا بأستعراض حركاتهم القاضية على درو ماكنتاير، وفي 15 مارس 2013 تمكن رايباك من هزيمة هنري بالأقصاء بسبب تدخل فريق الدرع وقام هنري بتنفيذ حركته القاضية على رايباك ثلاث مرات، وفي يوم 7 أبريل 2013 خسر رايباك ضد مارك هنري أثناء عرض راسلمينيا 29 

و في عرض الراو قام رايباك بإنقاذ سينا من مارك هنري لكنه قام بعدها بمهاجمة سينا، وفي أسبوع الراو القادم قام رايباك بتفسير ذلك أتقاما من جون سينا سبب تركه عندما كانوا يواجهون فريق الدرع، وأصبح المنافس الأول على بطولة الدبليو دبليو إي وأقيمت مباراة بينه وبين جون سينا في عرض أكستريم رولز في مباراة من نوع آخر رجل يقف في 19 أيار وانتهت المباراة بدون نتيجة، وتواجه الأثنان مرة أخرى في عرض بايباك وفي مباراة من نوع ثلاث أماكن من الجحيم الأولى كانت مباراة حطابون فاز بها رايباك والثانية كانت مباراة طاولات فاز بها سينا والثالثة مباراة سيارة الإسعاف فاز بها سينا بعد رمي رايباك فوق سقف السيارة وتحطم السقف ودخل رايباك بالسيارة، ودخل بعدها بعدأ مع كريس جيريكو وتواجه الأثنان في يوم 14 يوليو بعرض ماني إن ذا بانك وفاز رايباك.

### التحالف معكورتيس اكسل(2013 - 2014)

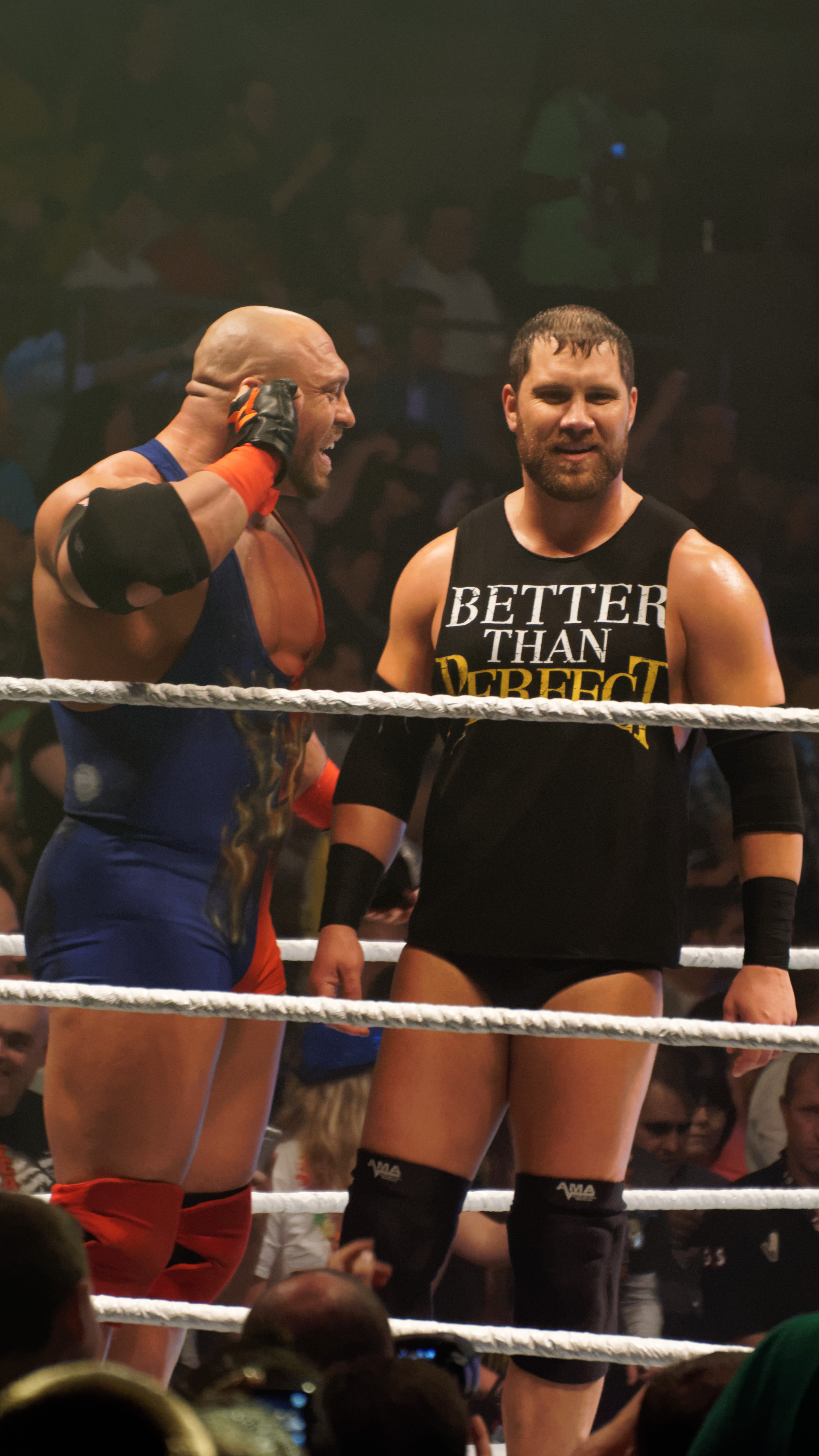
رايباكس في أبريل 2014

في أغسطس 2013 بدأ رايباك بمهاجمة رجال الأعمال خلف الكواليس، وفي 15 سبتمبر في عرض ليلة الأبطال قام رايباك بسماعدة بول هيمان بهزيمة سي ام بانك وأصبح صدقا له، وفي يوم 6 أكتوبر عرض باتل جراوند تمكن سي ام بانك من الفوز على رايباك بعد ضربة تحت الحزام دون أنتباه الحكم، وفي 27 أكتوبر أقيمت مباراة هانديكاب بين بول هيمان ورايباك ضد سي أم بونك في داخل قفص مغلق وتمكن بانك من الفوز، وانتهى العدأ في عرض الراو عندما تمكن سي ام بانك من الفوز على رايباك في قتال الشوارع بعد أن قم بأخضاعه، وبعدها انتهى التحالف بين هيمان ورايباك بعد أن تخلى هيمان عليه، وفي عرض سرفايفر سريز 2013 أعلن رايباك تحدي مفتوح ولكنه خسر ضد مارك هنري 

و بعدها تحالف رايباك مع موكل بول هيمان السابق كورتس اكسل ودعو نفسهم برايباكسل (فريق) وفي عرض سماك داون بيوم 6 ديسمبر خسر رايباكس ضد كودي رودز وجولداست، وفي عرض تي ال سي أقيمت مباراة رباعية على بطولة الفرق وشارك بها رايباكسل لكنهم خسروها، وكذلك حاولو الفوز ببطولة الفرق في عرض راسلمينيا 30 لكنهم خسرو لذا أوسو، وفي عرض بايباك تمكن رايباكسل من الفوز على كودي رودز وجولداست، في عرض ماني إن ذا بانك خسر رايباكسل ضد جولد وستار داست، وشارك كل من رايباك وأكسل في مباراة باتل رويل على بطولة القارات الشاغرة في عرض باتل جراوند 2014 لكنهم فشلوا بالفوز، وفي يوم 26 أغسطس 2014 خضع رايباك لجراحة وانتهى الفريق.

### المنافسة الفردية (2014 - حاليا)
عاد رايباك في عرض راو بيوم 27 أكتوبر 2014 وفاز بسهولة على بو دالاس، وفاز على هيث سلايتر في عرض سماك داون وقد عاد محبوبا كما كان، وفي عرض راو بيوم 11 نوفمبر أعلن رايباك انضمامه لفريق السلطة لكنه قام بمهاجمتهم بعد مباراته ضد جون سينا، وانضم رايباك بعدها لفريق سينا، وفي سرفايفر سريز 2014 مباراة فريق سينا ضد فريق السلطة أقصي رايباك من قبل روسيف، وفاز رايباك على كين في عرض تي ال سي بمبارة الكراسي، وبعد عودة السلطة قامو بطرد رايباك مع صديقيه دولف زيجلر وإيريك رون في يوم 5 يناير 2015 بعرض راو، لكنهم عادوا جميعا بعرض سماك داون يوم 22 يناير 2015 وقام رايباك بهزيمة روسيف بالعد الخارجي والتأهل لمباراة رويل رمبل، وفي مباراة رويل رمبل أقصي من قبل كين وبيج شو، وفي عرض فاستلاين بيوم 22 فبراير 2015 أقيمت مباراة ست رجال بين رايباك، دولف زيجلر مع إيريك رون ضد سيث رولينز، بيج شو وكين (فريق السلطة) وتمكن فريق السلطة من الفوز.

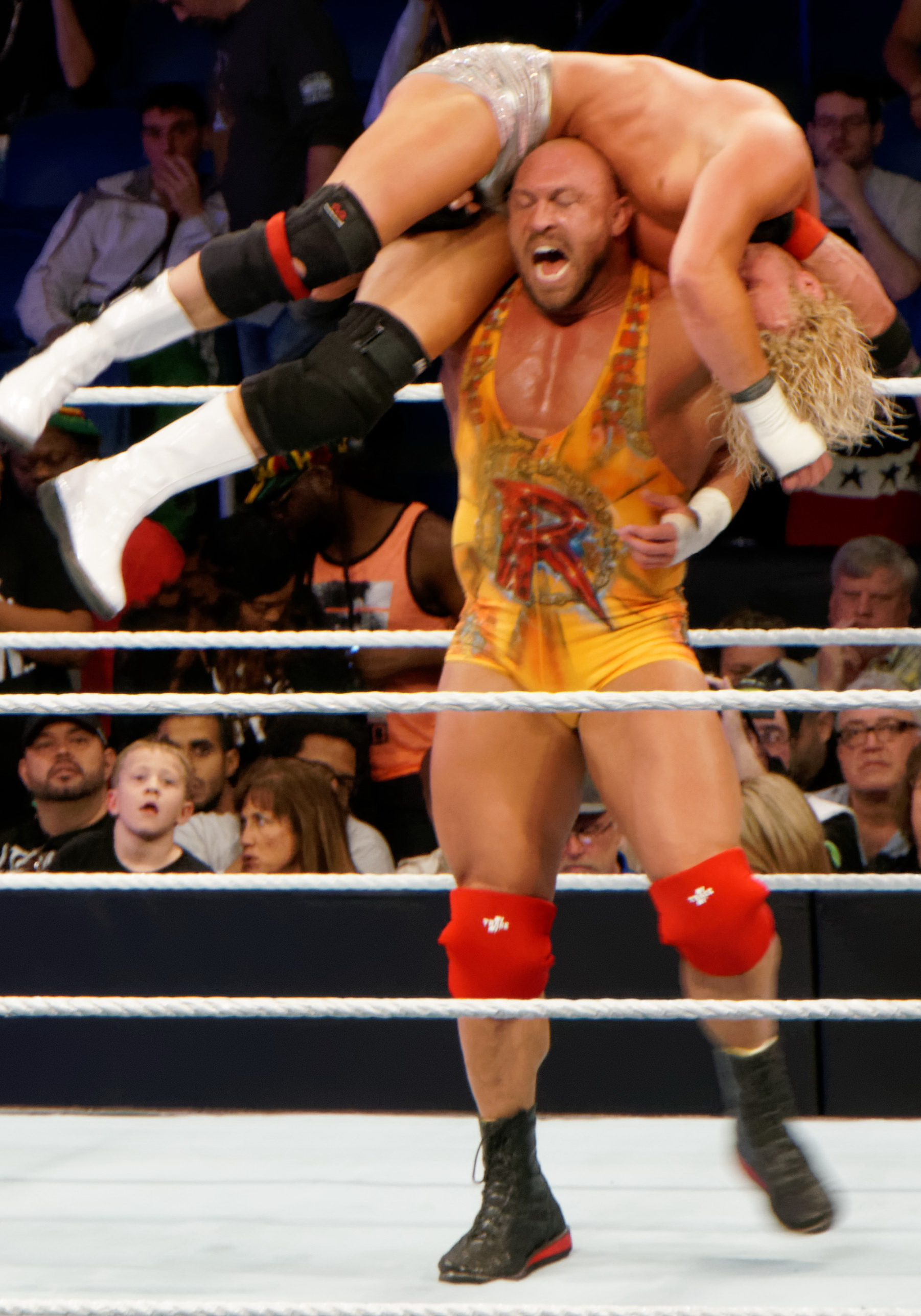
رايباك ينفذ حركة شيلشوكد على دولف زيجلر.

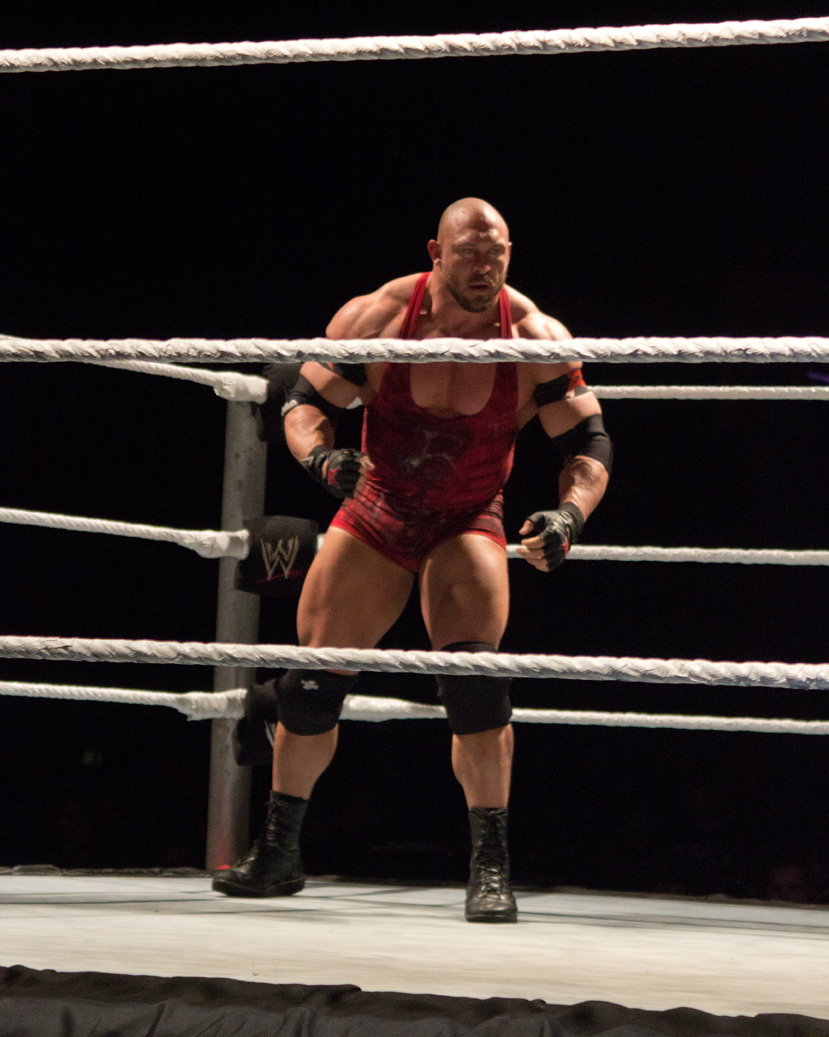
رايباك يستعد لتنفيذ حركة ميتهوك

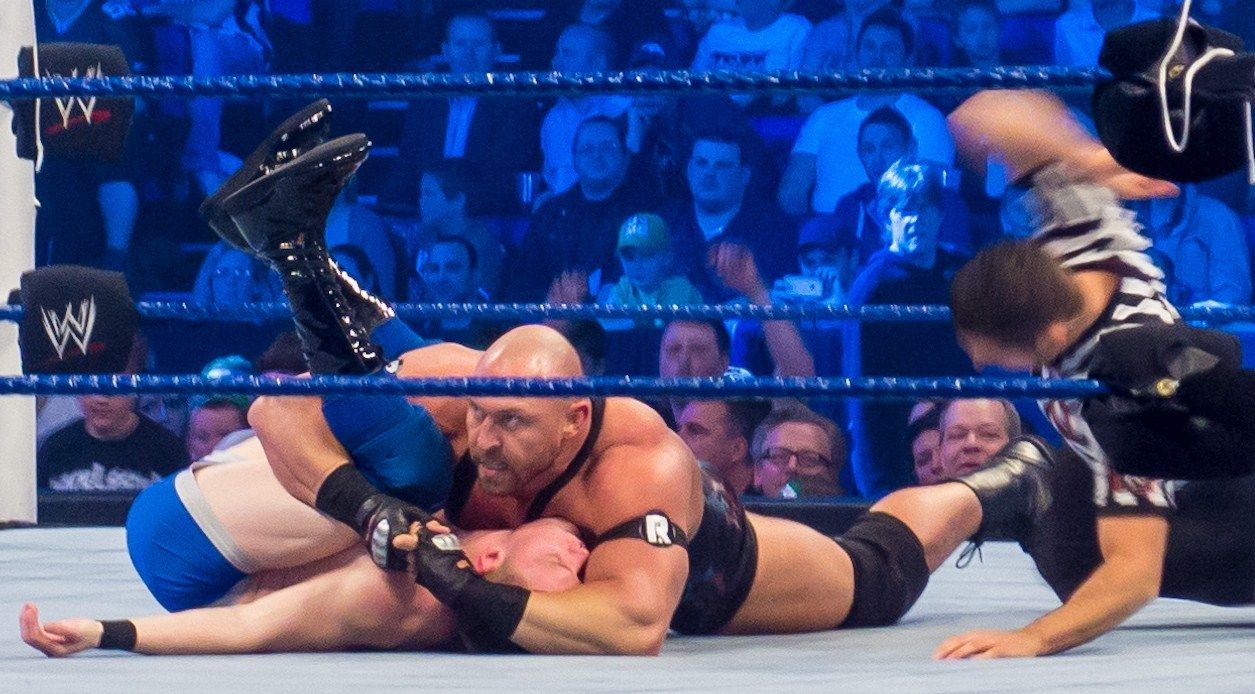
رايباك يثبت مصارع وضيفي مبتدئ

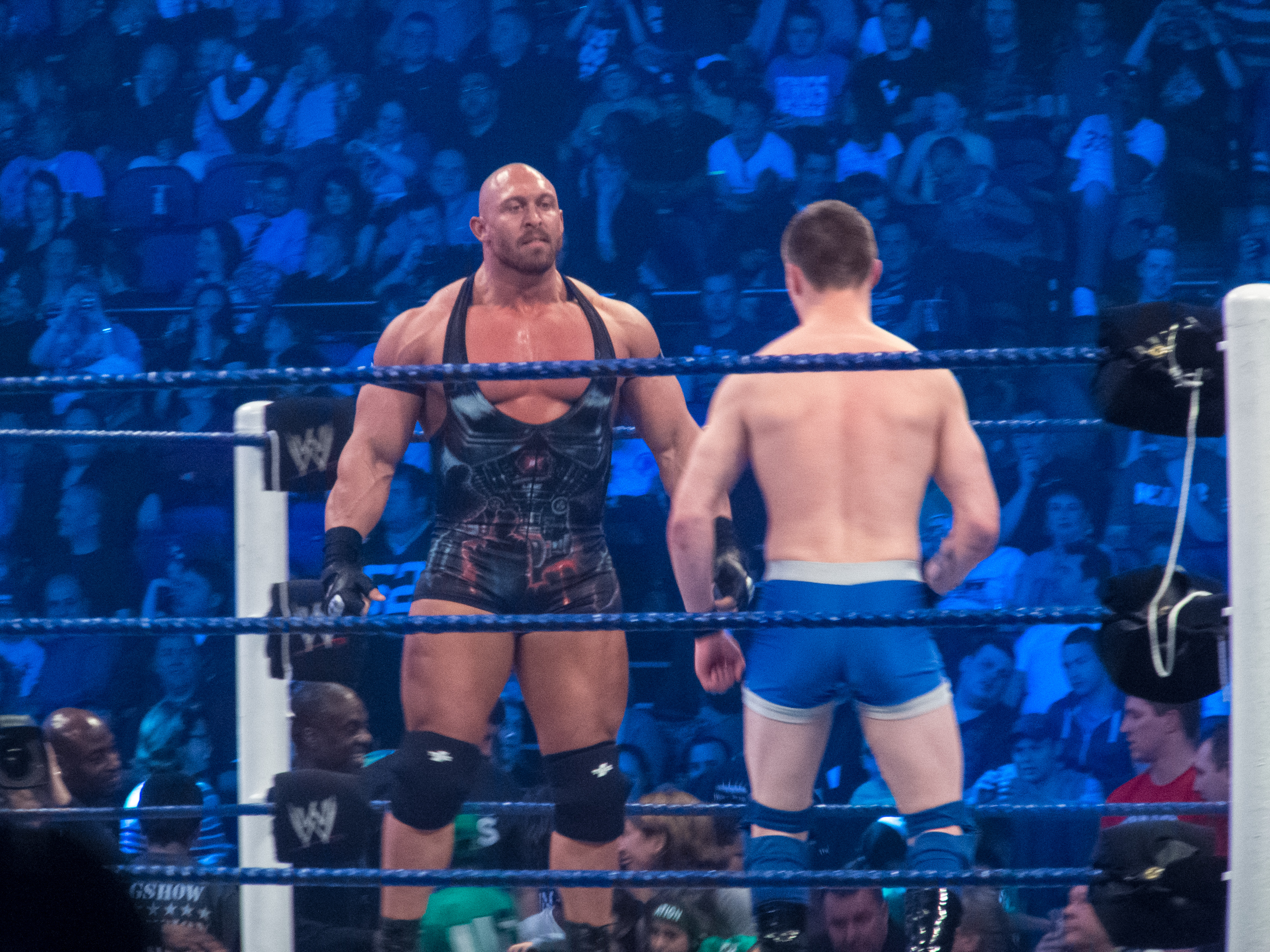
رايباك يقف ضد داني ليرمان في سماك داون 2012

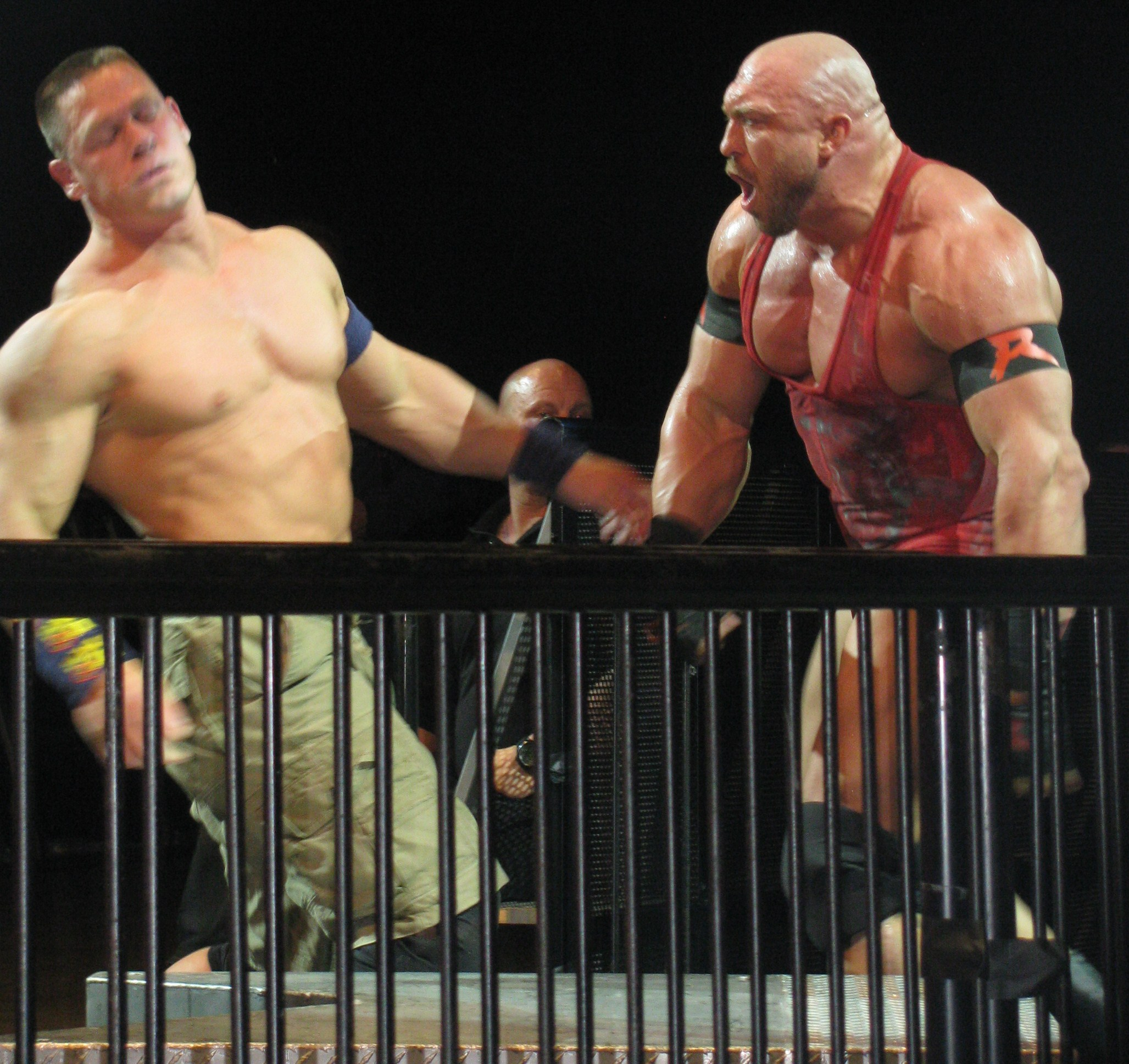
رايباك يضرب جون سينا سنة 2013

## الحركات
ShellShock
Powerbomb
Big boot
Fallaway slam

## روابط خارجية
- رايباك على موقع IMDb (الإنجليزية)
- رايباك على موقع قاعدة بيانات الفيلم (الإنجليزية)
- رايباك على موقع دبليو دبليو إي (الإنجليزية)
- رايباك على موقع WrestlingData.com (الإنجليزية)
- رايباك على موقع CageMatch worker (الإنجليزية)
- رايباك على موقع قاعدة بيانات المصارعة على الإنترنت (الإنجليزية)
- رايباك على موقع عالم المصارعة على الإنترنت (الإنجليزية)